# إيفانس لوجكانوفس
إيفانس لوجكانوفس (24 يناير 1987 بداوغافبيلس في لاتفيا - ) هو لاعب كرة قدم لاتفي في مركز الوسط. شارك مع منتخب لاتفيا تحت 21 سنة لكرة القدم ومنتخب لاتفيا لكرة القدم. أما مع النوادي، فقد لعب مع ليخيا غدانسك وميتالوره زابورجيا ونادي روتور فولغوغراد ونادي سكونتو ونادي سودوفا ماريامبوله وFC Volgar Astrakhan ‏ وFC Šiauliai ‏ وJFK Olimps ‏.

## روابط خارجية
- إيفانس لوجكانوفس على موقع الاتحاد الأوربي (الإنجليزية)
- إيفانس لوجكانوفس على موقع اتحاد أوكرانيا (الإنجليزية)
- إيفانس لوجكانوفس على موقع قاعدة بيانات كرة القدم.إي يو (الإنجليزية)
- إيفانس لوجكانوفس على موقع ناشيونال فوتبول تيمز (الإنجليزية)
- إيفانس لوجكانوفس على موقع Soccerway.com (الإنجليزية)
- إيفانس لوجكانوفس على موقع عالم كرة القدم.نت (الإنجليزية)